# Aphaereta apicalis
Aphaereta apicalis är en stekelart som beskrevs av William Harris Ashmead 1895. Aphaereta apicalis ingår i släktet Aphaereta och familjen bracksteklar. Inga underarter finns listade i Catalogue of Life.